# Nothing (společnost)
Nothing Technology Limited (stylizovaně jako NOTHING) je britská technologická společnost zaměřující se na vývoj a výrobu chytrých telefonů a bezdrátových reproduktorových zařízení a na vývoj a obsluhu vlastního operačního systému. Společnost založil roku 2020 Carl Pei, spoluzakladatel čínského výrobce mobilních telefonů OnePlus.
V současné době (2024) společnost nabízí bezdrátová sluchátka – Nothing Ear – smartphony střední třídy Nothing Phone. Pro svá mobilní zařízení společnost provozuje vlastní operační software Nothing OS, který je nadstavbou open source operačního systému Android. V roce 2022 byl představen první smartphone - Phone (1). Dne 11. července 2023 byl na trh uveden druhý telefon společnosti pod názvem Nothing Phone (2). Počátkem srpna 2023 byla ohlášena nová podznačka společnosti jménem CMF by Nothing, která nabízí cenově dostupná bezdrátová sluchátka a modulární smartphone Phone 1. Na začátku roku 2024 představila společnost Phone (2a), který za přijatelnější cenu nabízí stejné funkce jako předchozí modely, například tzv. Glyph Interface, nebo transparentní design.

## Historie
Dne 16. října 2020 oznámil Carl Pei rezignaci na svou pozici ve firmě OnePlus, aby mohl začít svůj vlastní podnik. 27. ledna 2021 Pei oznámil název nové společnosti (Nothing).
27. července 2021 společnost oznámila svůj první produkt, bezdrátová sluchátka s transparentním designem, Ear (1). Sluchátka vešla do prodeje 17. srpna 2021.
9. března 2022 na společnost oznámila na tiskové konferenci, že uvede na trh svůj první smartphone pod názvem phone (1). Nothing phone (1) vstoupil do prodeje 21. července 2022.
4. listopadu 2022 společnost uvedla na trh svá druhá bezdrátová sluchátka Nothing Ear (stick). Hlavní rozdíl oproti předchozím Ear (1) je nemožnost aktivního potlačení hluku.
22. března 2023 společnost uvedla na trh nástupce sluchátek Ear (1) pod názvem Nothing Ear (2).
11. července 2023 představila společnost, on-line prostřednictvím YouTube, svůj druhý smartphone pod názvem Nothing phone (2).
5. března 2024 společnost představila cenově dostupnější smartphone, označený jako phone (2a). Na trh byl uveden 12. března 2024.

## Galerie

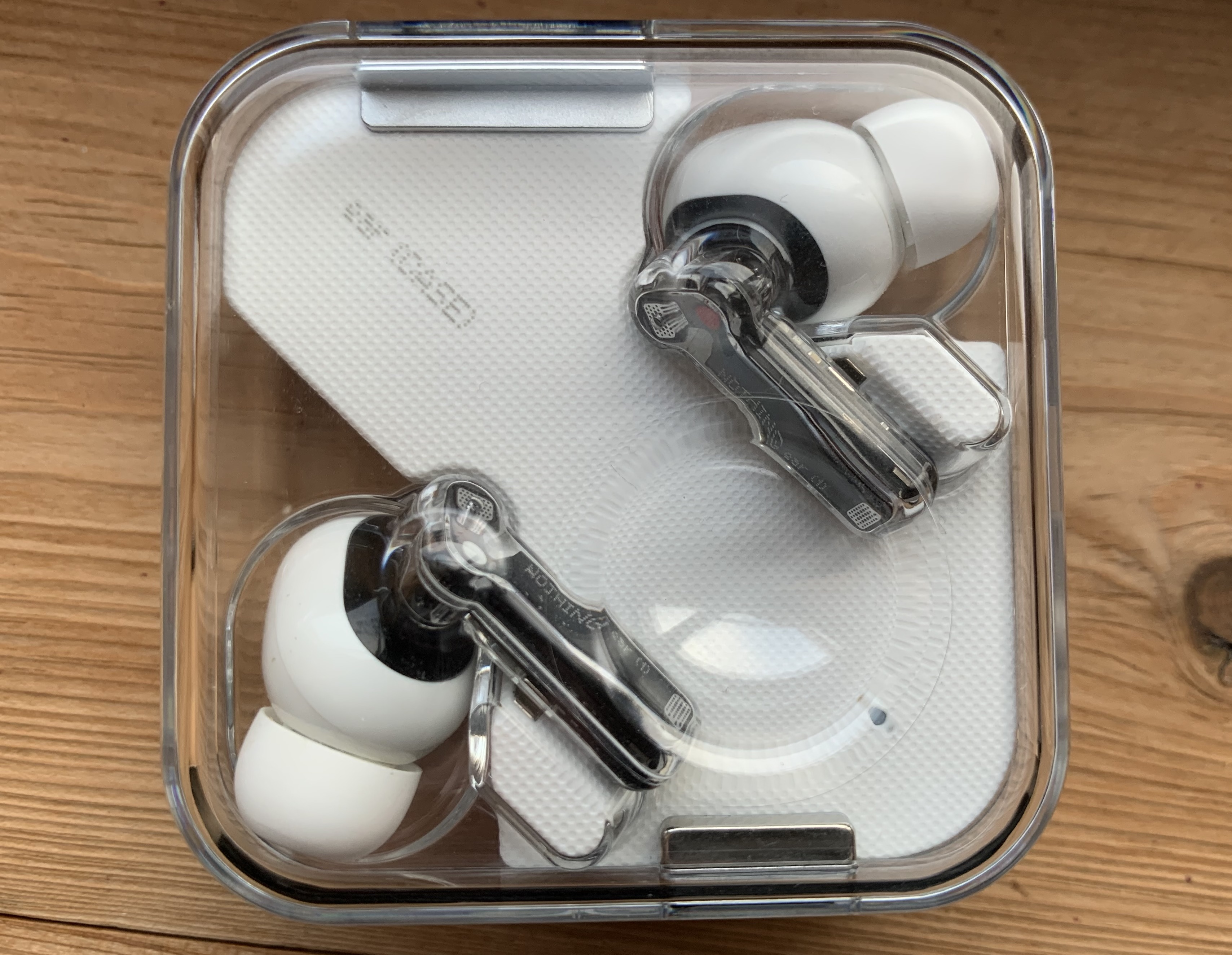
První produkt společnosti, sluchátka Nothing Ear (1)
První telefon společnosti, Nothing phone (1)
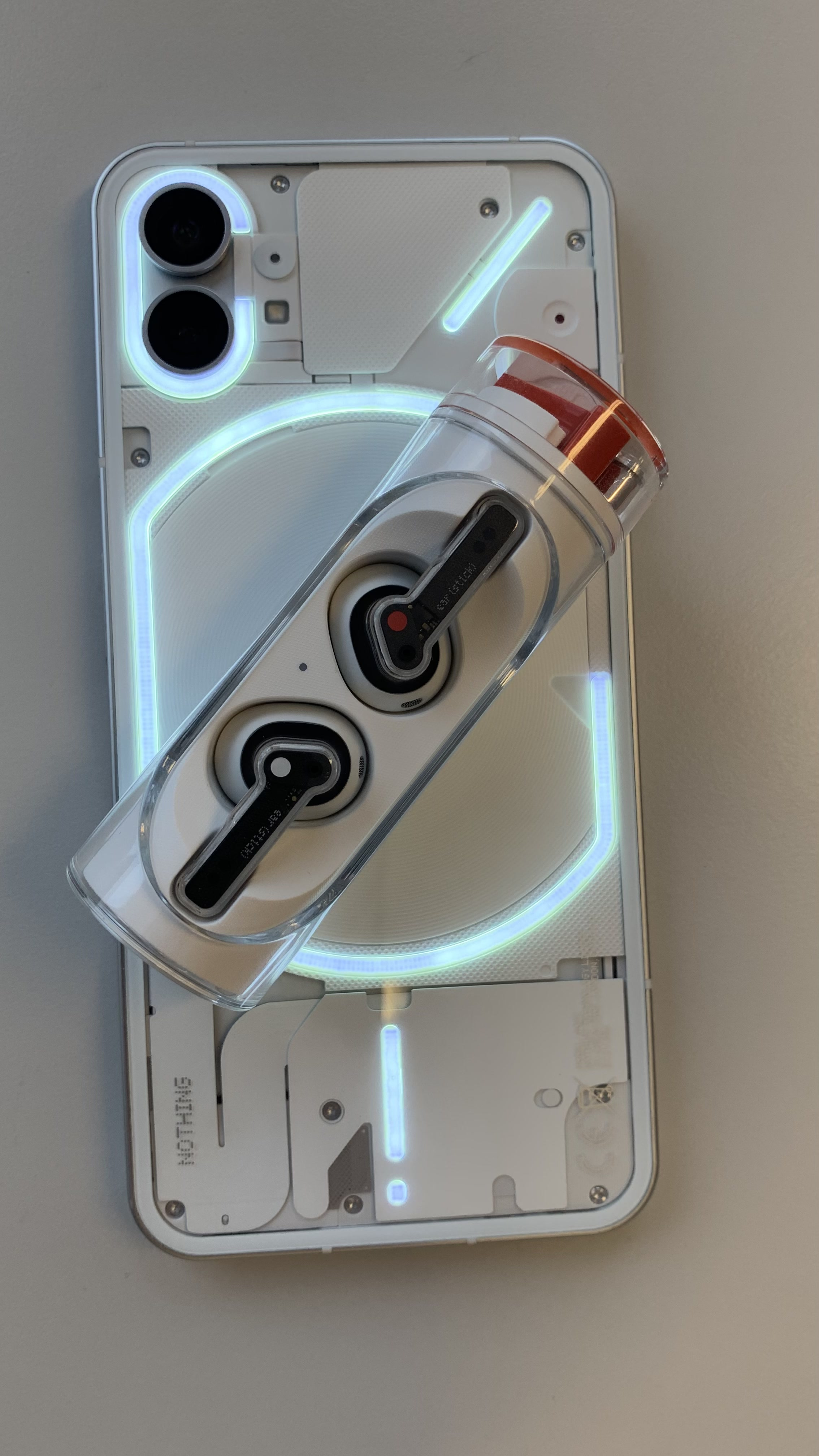
Druhá bezdrátová sluchátka společnosti, Nothing Ear (stick)